# ناحیه لروی (شهرستان اینگهام، میشیگان)
ناحیه لروی (به انگلیسی: Leroy Township) یک منطقهٔ مسکونی در ایالات متحده آمریکا است که در شهرستان اینگام، میشیگان واقع شده‌است. ناحیه لروی ۸۸٫۶۰ کیلومتر مربع مساحت و ۳٬۵۳۰ نفر جمعیت دارد و ۲۷۱ متر بالاتر از سطح دریا واقع شده‌است.